# 1998 pr. n. št.

## Smrti
- Mentuhotep III., faraon  Enajste egipčanske dinastije (* ni znano)